# Martina Voss-Tecklenburg
Pour les articles homonymes, voir Voss.
Martina Voss-Tecklenburg, née le 22 décembre 1967 à Duisbourg, est une footballeuse allemande, devenue par la suite entraîneur. Elle évoluait au poste de milieu de terrain.

## Biographie
Au cours de sa carrière de joueuse, elle glane 125 sélections en équipe nationale et marque 27 buts pour son pays. Avec l'Allemagne, elle est vice-championne du monde et quatre fois championne d'Europe.
Elle est élue footballeuse allemande de l'année en 1996 et en 2000. 
Elle devient en 2008 entraîneur du FCR 2001 Duisbourg, avec lequel elle remporte la Coupe féminine de l'UEFA 2008-2009 ainsi que deux Coupes d'Allemagne. En 2011, elle rejoint le FF USV Iéna qu'elle quitte en janvier 2012 pour prendre en charge la sélection suisse. 
Son contrat avec la sélection suisse se terminant en septembre 2018, Martina Voss-Tecklenburg s'engage pour trois ans avec l'équipe féminine d'Allemagne. Son contrat est prolongé en 2021 jusqu'en août 2023. Absente de son poste à partir de septembre 2023 pour raisons de santé, son adjointe Britta Carlson la remplace temporairement à la tête de la sélection. En octobre, la Fédération allemande décide de confier l'intérim à Horst Hrubesch « jusqu'à nouvel ordre ». Bien que Martina Voss-Tecklenburg indique vouloir reprendre son poste sur un réseau social, elle le quitte en novembre à la suite d'un entretien avec sa fédération.

## Carrière de joueuse
- ????-1989 : KBC Duisbourg
- 1989-1994 : TSV Siegen
- 1994-2003 : FCR Duisbourg

## Palmarès

### Palmarès de joueuse
- Finaliste de la Coupe du monde féminine 1995 avec l'Allemagne
- Vainqueur du Championnat d'Europe 1989 avec l'Allemagne
- Vainqueur du Championnat d'Europe 1991 avec l'Allemagne
- Vainqueur du Championnat d'Europe 1995 avec l'Allemagne
- Vainqueur du Championnat d'Europe 1997 avec l'Allemagne
- Participation aux Jeux olympiques de 1996
- Championne d'Allemagne en 1990, 1991, 1992 et 1994 avec le TSV Siegen
- Championne d'Allemagne en 2000 avec le FCR Duisburg
- Vainqueur de la Coupe d'Allemagne féminine en 1993 avec le TSV Siegen
- Vainqueur de la Coupe d'Allemagne féminine en 1998 avec le FCR Duisburg
- Élue Footballeuse allemande de l'année en 1996 et en 2000

### Palmarès d'entraîneur
- Vainqueur de la Coupe féminine de l'UEFA 2008-2009 avec le FCR 2001 Duisbourg
- Vainqueur de la Coupe d'Allemagne de football féminin en 2009 et en 2010 avec Duisbourg